# Bob Shaw (scrittore)
Bob Shaw (Belfast, 31 dicembre 1931 – Manchester, 12 febbraio 1996) è stato un autore di fantascienza britannico.

## Biografia
Nato e cresciuto a Belfast, nell'Irlanda del Nord, negli anni settanta si trasferì in Inghilterra con moglie e figli a causa dell'instabilità della situazione politica.
Laureato in ingegneria meccanica, lavorò anche come giornalista prima di dedicarsi interamente alla letteratura fantascientifica, dal 1975.
Lo scrittore italiano Vittorio Curtoni, che ha tradotto molte delle opere di Shaw, così parla della sua scrittura:
(Un autore per tutte le stagioni, Vittorio Curtoni)
È stato co-presidente (insieme a Brian Aldiss ed Harry Harrison) del Birmingham Science Fiction Group.

## Premi
- 1967 - Premio Hugo - candidato per il racconto Altri giorni, altri occhi
- 1967 - Premio Nebula - candidato per il racconto Altri giorni, altri occhi
- 1976 - John W. Campbell Memorial Award - candidato per il romanzo Sfera orbitale
- 1986 - British Fantasy Society - vincitore con il romanzo Sfida al cielo
- 1987- Arthur C. Clarke Award - candidato per il romanzo Sfida al cielo
- 1987 - Premio Hugo - candidato con il romanzo Sfida al cielo

## Opere

### Ciclo diOrbitsville
1. 1975 - Sfera orbitale (Orbitsville), Cosmo Argento n. 55 (Editrice Nord) ristampato in Urania Collezione n° 231 (Mondadori 2022)
2. 1983 - Ritorno a Orbitsville (Orbitsville Departure), Cosmo Argento n. 160 (Editrice Nord) ristampato in Urania Collezione n° 241 (Mondadori 2023)
3. 1990 - I costruttori di Orbitsville (Orbitsville Judgement), Cosmo Argento n. 225 (Editrice Nord) ristampato in Urania Collezione n° 247 (Mondadori 2023)

I titoli sono stati poi raggruppati nell'opera Universo Orbitsville (Editrice Nord)

### Ciclo diWarren Peace
1. 1977 - Legione spaziale (Who Goes Here?), Cosmo Argento n. 100 (Editrice Nord)
2. 1993 - Warren Peace
3. 1994 - Rough Dimensions

### Ciclo diLand and Overland
1. 1986 - Sfida al cielo (The Ragged Astronauts), Urania n. 1053
2. 1988 - Attacco al cielo (The Wooden Spaceships), Urania n. 1085
3. 1989 - I mondi dell'ignoto (The Fugitive Worlds), Urania n. 1145

### Altri romanzi
- 1954 - The Enchanted Duplicator - scritto con Walt Willis
- 1967 - Il cieco del non-spazio (Night Walk), Urania n. 909
- 1968 - Cronomoto (The Two-Timers), Urania n. 740
- 1969 - The Palace of Eternity
- 1969 - The Shadow of Heaven
- 1970 - Un milione di domani (One Million Tomorrows), Urania n. 886
- 1971 - Uomo al piano zero (Ground Zero Man), Urania n. 596; I Classici di Urania n. 75
- 1972 - Altri giorni, altri occhi (Other Days, Other Eyes), Urania n. 614; I Classici di Urania n. 85
- 1976 - Quando i Neutri emergono dalla Terra (A Wreath of Stars), Urania n. 740
- 1977 - I figli di Medusa (Medusa's Children), Urania n. 874
- 1978 - Cosmo selvaggio (Ship of Strangers), Urania n. 766
- 1978 - Antigravitazione per tutti (Vertigo), Urania n. 783; I Classici di Urania n. 179
- 1979 - Il terzo occhio della mente (Dagger of the Mind), Urania n. 832
- 1981 - Luna, maledetta Luna! (The Ceres Solution), Urania n. 957
- 1984 - Autocombustione umana (Fire Pattern), Urania n. 997
- 1989 - Killer Planet

### Antologie
- 1973 - Una magnum per Billy Gregg (Tomorrow Lies in Ambush), Urania n. 861
- 1977 - Una vergogna per l'Italia (Cosmic Kaleidoscope), Urania n. 864
- 1982 - Locus-Alfa, Locus-Zeta (A Better Mantrap), Urania n. 937
- 1989 - Dark Night in Toyland

### Racconti
- 1966 - Jumbo (Call Me Dumbo), raccolto in Storie di fantamore, Urania n. 455
- 1966 - Luce di giorni passati (Light of Other Days), raccolto in Il passo dell'ignoto, Arnoldo Mondadori Editore Omnibus
- 1970 - La casa dei Guthrie (Invasion of Privacy), raccolto in Il passo dell'ignoto, Arnoldo Mondadori Editore Omnibus
- 1970 - Primo e unico giorno di scuola (The Happiest Day of Your Life), raccolto in 44 microstorie di fantascienza, Urania n. 815
- 1971 - Ora! (Gambler's Choice), raccolto in Non cremate il presidente, Urania n. 586
- 1972 - Mina temporale (Retroactive), raccolto in Buone notizie dal Vaticano, Urania n. 623
- 1974 - Una sera, volando (A Little Night Flying), raccolto in Il meglio di If 3, Tascabili Mursia 38
- 1975 - Il mostro uscito dai fumetti (A Uncomic Book Horror Story), raccolto in Gulliver - anno II, n. 3
- 1976 - Ballata dei rubacorpi (Waltz of Body Snatchers), raccolto in Robot n. 16/17 (1977)
- 1980 - L'Hilton dell'aldilà (In the Hereafter Hilton), raccolto in Omni n. 7
- 1981 - Conversione (Conversion)
raccolto in Asimov. Rivista di Fantascienza 2
raccolto in Magia automatica, SIAD Edizioni
- 1981 - Scegliete il mondo che fa per voi (Go On, Pick a Universe!), raccolto in Heil Hibbler, Urania n. 926
- 1982 Cura dimagrante (Cutting Down), raccolto in Paure eccellenti, Horror 17
- 1991 - Il pranzo dei campioni (Lunch of Champions), raccolto in Millemondiestate 1992

### Saggistica
- 1993 - How to Write Science Fiction
- 1995 - A Load of Old Bosh